# بارثولوميو جيلبرت
بارثولوميو جيلبرت (بالإنجليزية: Bartholomew Gilbert)‏ الكابتن بارثولوميو جيلبرت بحار إنجليزي خدم في عام 1602 كمعاون القبطان على لأول رحلة استكشاف أوروبية إلى كيب كود. أدى الفشل في قراراته تلك الحملة لتأسيس مستعمرة هناك.
كما أنه خدم على متن كونكورد ، القارب الصغير الذي أبحر من دارتموث، ديفون، لإقامة مستعمرة في نيو انغلاند (الذي كان يعرف آنذاك باسم ولاية فرجينيا الشمالية، وكان يعتبر جزءا من مستعمرة فرجينيا). وكان قبطان السفينة بارثولوميو كوسنولد Gosnold، وهو بحار من ذوي الخبرة .
مترجم من Bartholomew Gilbert